# Cyclophora flavescens
Cyclophora flavescens là một loài bướm đêm trong họ Geometridae.